# Europeisk brunbjörn
Europeisk brunbjörn (Ursus arctos arctos), eurasisk brunbjörn, är en underart till brunbjörnen som förekommer i norra Eurasien, från Skandinavien till Baltikum och Ryssland, på Balkan och i Alperna och Pyrenéerna. Hanarna väger mellan 135 och 205 kilogram och honorna mellan 90 och 150 kilogram. Pälsen är brunaktig, varierande från ljusare eller mörkare mellan olika individer. 
Sett till helheten är den europeiska brunbjörnen inte hotad, även om dess utbredningsområde historiskt sett har minskat kraftigt, men lokala populationer kan vara sårbara. Särskilt hotade populationer finns i spanska Pyrenéerna och Italiens bergstrakter.
Den europeiska brunbjörnen är uppdelad på flera olika raser. I mitten av Sverige löper en gräns mellan en västlig och en östlig ras. Det innebär att brunbjörnarna i Härjedalen och Dalarna är närmare släkt med individer i Frankrike och Spanien än med björnar i Jämtland och norrut. Dessa senare björnar tillhör den östliga rasen, med nära koppling till björnarna i Ryssland.